# Hydra liriosoma
Hydra liriosoma är en nässeldjursart som beskrevs av Campbell 1987. Hydra liriosoma ingår i släktet Hydra och familjen Hydridae. Inga underarter finns listade i Catalogue of Life.